# Break Down/Break your name/Summer Revolution
「Break Down/Break your name/Summer Revolution」（ブレイク ダウン/ブレイク ユア ネーム/サマー レボリューション）は、日本の音楽グループAAAの21枚目のシングル。2009年7月29日にavex traxから発売された。

## 概要
- 前作「旅ダチノウタ」から約6ヵ月ぶりの発売となる。
- 西風雲とのスプリットシングルになっている。
- 3曲がA面扱いで収録されているトリプルA面シングルである。トリプルA面シングルは「夏もの」以来、約2年ぶりで2枚目となる。
- mu-moショップ限定盤が全10種発売し、計全14種で発売された。
- 2009年6月24日に「Break Down/Summer Revolution」が発売予定だったが、2009年5月21日に発売延期と収録変更が発表。「Break your name」が新たに追加され、「Break Down/ Break your name/ Summer Revolution」というタイトルになり、2009年7月29日にリリース決定が発表された[1]。
- 赤坂サカス、阪急西宮ガーデンズ、a-nation 熊本会場（熊本県農業公園）、ラゾーナ川崎にてシングル発売記念ミニライブとハイタッチ＆プレゼント会が開かれた。
- このシングル以降のCD初回盤のみに全8種で各メンバー＋全員のうちランダムで1枚のトレーディングカードが封入されるようになった。

### 収録曲について
- Break Down/AAA
  - AAAのメンバーの與真司郎の出演ドラマ毎日放送・TBS他連続ドラマ『帝王』の主題歌である。
  - 2009年7月15日着うた先行配信がスタートした。
  - ミュージック・ビデオの撮影では、男メンバーが初めてアイメイクをしている[2]。

- Break your name/西風雲
  - AAAの男メンバーが歌っているという西風雲のデビュー曲である。
  - フジテレビ系『HEY!HEY!HEY! MUSIC CHAMP』2・3月エンディングテーマである。
  - 2009年2月28日にレコ直でビデオクリップの配信がスタートした。
  - 2009年2月28,29日にレコ直のビデオクリップのデイリーランキングで1位となった。

- Summer Revolution/AAA
  - 女メンバーの宇野実彩子と伊藤千晃が歌い、男メンバーがバックダンサーとなっている。
  - プロミスグループタイアップCMソング(2009年7月30日～)、CMにはメンバー全員が出演。
  - TOKYO MX 2009年 高校野球東・西東京都大会（第91回全国高等学校野球選手権東東京・西東京大会）テーマ曲。
  - 2009年7月22日着うた先行配信がスタートした。

## 収録内容

### CD+DVD Break Down ver.
CD
1. Break Down (4:48)
（作詞：leonn／ラップ詞：日高光啓／作曲：藤末樹／編曲：ArmiSlick）
毎日放送・TBS他連続ドラマ『帝王』主題歌
2. Break your name (4:22)
（作詞：leonn／ラップ詞：日高光啓／作曲：BOUNCEBACK／編曲：tasuku）
フジテレビ系『HEY!HEY!HEY! MUSIC CHAMP』2・3月エンディングテーマ
3. Summer Revolution (4:43)
（作詞：leonn／作曲：BOUNCEBACK／編曲：ats-）
プロミスグループCMソング
TOKYO MX 2009年 高校野球東・西東京都大会テーマ曲
4. Break Down(Instrumental) (4:48)
5. Break your name(Instrumental) (4:22)
6. Summer Revolution(Instrumental) (4:38)

DVD
1. Break Down(Music Clip）
2. Break Down(off shot）

### CD+DVD Break your name ver.
CD
1. Break your name (4:20)
2. Break Down (4:47)
3. Summer Revolution (4:42)
4. Break your name (Instrumental) (4:19)
5. Break Down (Instrumental) (4:47)
6. Summer Revolution (Instrumental) (4:38)

DVD
1. Break your name(Music Clip）
2. Break your name(2009.4.29 C.C.LemonホールLIVE）

### CD+DVD Summer Revolution ver.
CD
1. Summer Revolution (4:39)
2. Break Down (4:47)
3. Break your name (4:23)
4. Summer Revolution (Instrumental) (4:39)
5. Break Down(Instrumental) (4:47)
6. Break your name(Instrumental) (4:19)

DVD
1. Summer Revolution(Music Clip）
2. Summer Revolution(off shot）

### CD ONLY
1. Break Down (4:48)
2. Break your name (4:22)
3. Summer Revolution (4:43)
4. Break Down(Broken Deep Mix) (4:43)
5. Break Down(TOKIMA TOKIO Summer Of Love Mix) (5:20)
6. Break your name(Break the limit Mix) (5:01)
7. Break your name(YUKSEK Mix) (4:37)
8. Summer Revolution(Summer Splash Mix) (4:58)
9. Break Down(Instrumental) (4:48)
10. Break your name(Instrumental) (4:22)
11. Summer Revolution(Instrumental) (4:38)

### CD ONLY mu-moショップ限定盤
1. Break Down (4:48)
2. Break your name  (4:22)
3. Summer Revolution  (4:43)
4. AAA -depArture rAdio pArty- 1(12:25)
5. AAA -depArture rAdio pArty- 2(14:39)

- 全国ツアー「AAA TOUR 2009 -A depArture pArty-」の各会場にてオンエアしていたAAAオリジナルラジオ番組「AAA -depArture rAdio pArty-」を2公演分ずつ収録されているため『AAA -depArture rAdio pArty- 1』から『AAA -depArture rAdio pArty- 20』まである。全10種発売。1種のCDに全公演分は収録されていない。全てを聞くためには、全10種買う必要がある[3]。